# Lyctos Facula
La Lyctos Facula è una struttura geologica della superficie di Amaltea.